# Beamoas (Ort)
Beamoas (Bea Moas, Biamoas) ist ein osttimoresischer Ort im Suco Colimau (Verwaltungsamt Bobonaro, Gemeinde Bobonaro). Das Dorf liegt im Westen der Aldeia Beamoas, auf einer Meereshöhe von 1532 m. Es besteht aus einer größeren Gruppe, weit verstreut, einzeln stehender Häuser. Nach Osten und Südosten hin steigt das Land an zu den Bergen Gueroaben (2118 m) und Foho Bacusaga (2212 m).
Eine Piste führt nach Westen in das Dorf Tegoabe, an der Überlandstraße von Maliana nach Atsabe. In Beamoas befinden sich das Zentrum der Aldeia Beamoas und eine Grundschule.